# Chiesa di Sant'Andrea (Landford)
La chiesa di Sant'Andrea (in inglese Church of St Andrew), è la chiesa anglicana che si trova nel villaggio e parrocchia civile di Landford nella contea del Wiltshire nel Sud Ovest dell'Inghilterra, Regno Unito. La storia del luogo di culto inizia probabilmente attorno all'XI secolo, l'edificio che ci è pervenuto è stato edificato nel XIX secolo, rientra nella diocesi di Salisbury ed è considerato dall'English Heritage un monumento classificato di seconda categoria per il suo particolare interesse storico e architettonico.

## Storia

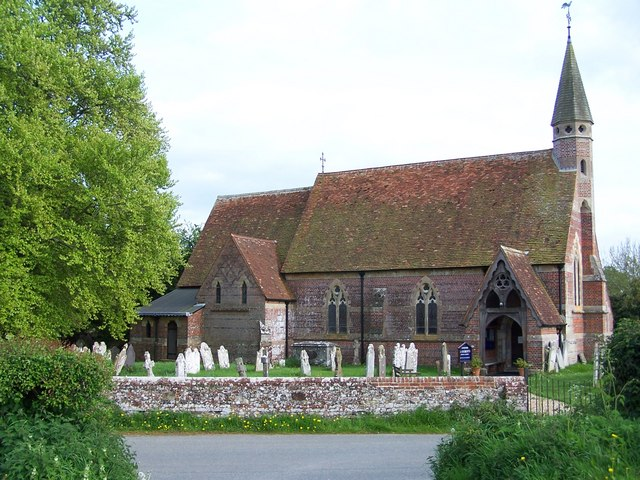
La chiesa di Sant'Andrea con accanto il cimitero della comunità

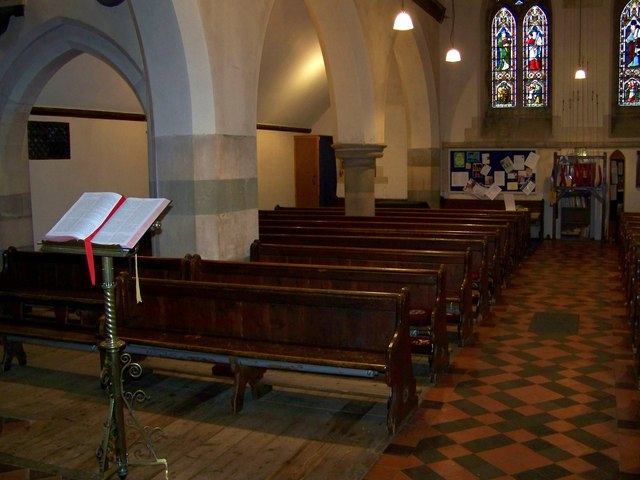
Interno della sala

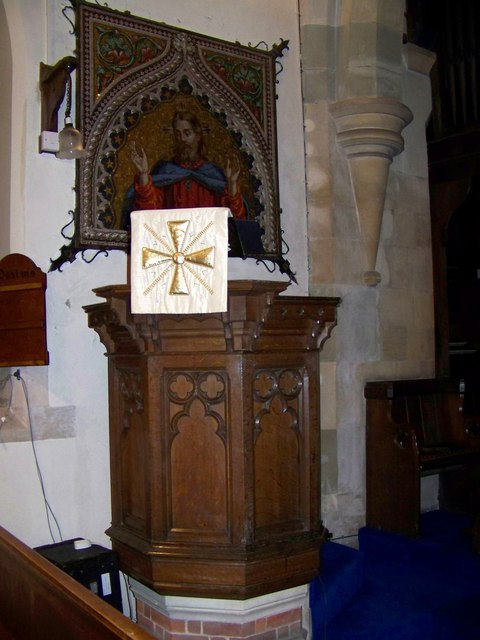
Pulpito

La chiesa parrocchiale anglicana con dedicazione a Sant'Andrea si trova sul sito dove potrebbe esserci stata una precedente chiesa sassone e dove sicuramente dall'XI secolo c'era un luogo di culto. La chiesa normanna e medievale era costruita in pietra con una navata, un presbiterio, una cappella a nord, un portico a nord e, più tardi, una cappella funeraria per la famiglia Eyre a sud. C'era un piccolo campanile a vela a ovest. La chiesa si trovava vicino a Landford Manor e potrebbero esserci state piccole case vicino alla chiesa in epoca medievale ma non è chiaro se qui ci sia stato un insediamento nucleato all'epoca. L'11 gennaio 1689 un vento violento abbatté un grande olmo che cadde sulla navata e sul presbiterio, distruggendo gran parte del tetto. Il costo delle riparazioni fu importante. Un foro praticato nel muro nord, a est del portico, fu trasformato in una finestra e la chiesa fu riaperta l'8 giugno. Trovandosi vicina alla New Forest, Landford era frequentata dagli zingari, in particolare dalla famiglia Stanley, e una regina della tribù Stanley è sepolta nel cimitero. Mary Stanley morì nel 1797, all'età di 60 anni, e la sua lapide è ancora visibile. Il Kelly's Directory del Wiltshire del 1855 affermava che quella chiesa non presentava nulla di degno di nota e nel 1856 la chiesa era così fatiscente che l'assemblea della sagrestia decise che era irreparabile. Furono avviate delle sottoscrizioni per costruire una nuova chiesa sul sito, con la contessa Nelson che donò 1.000 sterline e il reverendo Henry Girdlestone che ne donò 100. L'architetto fu William Butterfield e il costruttore John Crook di Whiteparish. La chiesa fu quasi interamente ricostruita al costo di 1.490 sterline, utilizzando travi della chiesa precedente per le opere in legno del portico. La nuova chiesa fu consacrata il 7 ottobre 1858. Nel 1882 l'edificio fu ampliato rialzando il tetto della sagrestia e creando un transetto settentrionale, aggiungendo una nuova sagrestia a est. Nel 1927 la torretta ospitava 6 campane tubolari. I registri parrocchiali del 1671, oltre a quelli in uso, sono conservati presso il Wiltshire and Swindon History Centre di Chippenham.

## Descrizione
L'English Heritage ha inserito dal 23 marzo 1960 la chiesa di Sant'Andrea di Landford tra gli edifici storici come monumento classificato di seconda categoria col numero 1184023. Il luogo di culto appartiene alla diocesi di Salisbury.

### Esterni
Il  luogo di culto si trova si trova a nord dell'abitato del villaggio e parrocchia civile di Landford nella contea del Wiltshire nel Sud Ovest dell'Inghilterra, Regno Unito. Ciò che rimane della primitiva chiesa normanna è l'arco di un portale e altre sculture in pietra che sono state ripristinate. L'incisione conservata risale al 1125 circa e raffigura due donne che reggono una croce, forse a rappresentare l'Invenzione della Vera Croce. La chiesa si presenta in mattoni a vista con parti rivestite in pietra calcarea ed è di grendi dimensioni, con due navate, presbiterio, transetto sud, sagrestia, una cappella sud contenente monumenti della vecchia chiesa, un portico e una torre campanaria con 3 campane. Il portico a due spioventi ha un timpano con intelaiatura in legno con tavelle ondulate e piccole lancette ai lati. Il lato nord della navata presenta due finestre a due luci con trafori geometrici e archi in pietra policroma, un marcapiano modanato a livello del davanzale. L'estremità orientale presenta una finestra a tre luci con trafori geometrici, con modanatura a cappello e croce superiore in mattoni policromi, contrafforti angolari. Il lato sud del presbiterio presenta una finestra a tre luci con traforo. Il transetto sud presenta una finestra geometrica a due luci con modanatura a calotta e piccole luci sopra, a sinistra è addossato con stipiti smussati e cerniere a cinghia. La navata sud è priva di finestre e ha un tetto a due falde. L'estremità ovest della navata presenta una cuspide a sesto acuto con due finestre in stile gotico inglese e un grande contrafforte centrale che si eleva fino a un campanile a vela ottagonale con lancette e quadrilobi con tetto conico rivestito in scandole di quercia. Il tetto della chiesa ha una copertura in tegole. Accanto alla chiesa si trova il cimitero della comunità nel quale si conserva la tomba di una regina degli zingari, Mary Stanley, che morì nel 1797 all'età di 60 anni.

### Interni
La sala è di discrete dimensioni con navata centrale, navata laterale sud, transetto sud, presbiterio e camera dell'organo a nord. Il portico ha un tetto a travi a forbice, un portale tardo-classico rifatto con fusti e semplici capitelli a volute e decorazioni a borchie ad abaco, arco a tutto sesto e doppie porte del XIX secolo con cerniere decorative. La navata centrale presenta un pavimento in piastrelle policrome, una scultura del XII secolo con due figure. La navata laterale sud presenta due archi a sesto acuto smussati su un pilastro cilindrico in stile XIII secolo. Il transetto sud presenta un tetto a capanna intonacato e una pregevole collezione di lapidi commemorative del XVIII secolo, per lo più dedicate alla famiglia Eyre di Landford Manor, come un marmo barocco sulla parete ovest con frontone a volute dedicato a Elizabeth Eyre, morta nel 1758, e un grande marmo sulla parete est con drappeggio e teschio intagliati, dedicato a Robert Eyre, morto nel 1793. L'arco del presbiterio è a sesto acuto con doppio smusso su mensole semiconiche, la copertura si sviluppa su due campate con controventatura ad arco e fregio in piastrelle policrome alle pareti del presbiterio. La parete sud ha addossati vari sedili. Tutti gli accessori, a parte i vetri, sono di Butterfield. Il fonte battesimale è semplice, ottagonale in pietra calcarea. Il pulpito, i banchi e gli stalli del coro sono in legno. La pala d'altare in marmo è del 1879. Tutte le finestre sono arricchite da vetrate policrome di pregio, la vetrata est del 1861 di Lavers e Barraud, e anche le finestre ovest, sempre di loro mano, del 1858 e del 1870. La camera dell'organo a nord è del 1882.